# Afonso VI de Leão
Afonso VI de Leão e Castela o Bravo (1047[a]–1 de julho de 1109) foi, até à sua morte, rei de Leão desde 27 de dezembro de 1065, rei de Castela desde 6 de outubro de 1072, rei da Galiza desde 1073, intitulado Imperator totius Hispaniæ (imperador de toda Hispânia) desde 1077 e rei de Toledo desde 1085.
Era filho de Fernando I de Castela, o Magno, (1035-1065) e de Sancha I da Galiza, e foi rei de Leão de 27 de Dezembro de 1065, e de Galiza e de Castela de 6 de Outubro de 1072.
Assim, a partir de 1072 foi intitulado rex Adefonsus in Castella et in Legione et in Gallecia (rei Afonso em Castela, em Leão e na Galiza) ou simplesmente em tota Gallecie (toda Galiza). Depois da conquista de Toledo em 1085 autoproclamou-se Victoriosissimo rege in Toleto, et in Hispania et Gallecia (Vitoriosíssimo rei em Toledo, e em Hispânia e Galicia). O papa Urbano II, perssoa perfeitamente instruída, dirigiu-lhe numa carta de 1088 como Regi Ildefonso Gallitia e, na primeira metade do século XII, as crónicas anglo-normandas de Guilherme de Malmesbury intitularam-no Gallicae Regie enquanto a Historia Ecclesiástica de Orderico Vital denominou-o rex Galliciae  e Ibn 'Iḏārī refere-se a ele como rei de Yillíqiya. 
Os historiadores alcunharam-no como o Bravo.

## Herança de Fernando I
Em Dezembro de 1063, o rei Fernando Magno reuniu os magnatas e bispos na cidade de Leão e anunciou que, para evitar a discórdia entre seus filhos depois de sua morte, tinha decidido dividir o reino entre os três filhos: Sancho, Alfonso e Garcia:
- Sancho, o primogénito herdou o reino de Castela que na época era muito menor e  mutilado;[12]
- Afonso, segundo filho, herdou o reino de Leão[1] mais extenso que o reino de Castela e "ligado ao título real";[12]
- Garcia, o mais jovem, herdou o reino da Galiza "apontando os seus limites no rio Eo eo Monte Cebreiro, que incluiu, além Portugal até o rio Mondego e as parias do taifa de Badajoz".[12]

Desde cedo no seu reinado, a 27 de Dezembro de 1065, o dia da morte de seu pai, Afonso VI teve que lutar contra os desejos expansionistas do seu irmão Sancho. Assim que a rainha mãe morreu em 1067, este disputou o testamento do pai e tentou apoderar-se dos territórios herdados pelos seus irmãos. Garcia foi o primeiro a ceder (1071), devido ao acordo dos dois irmãos mais velhos em repartir o seu reino. Mas pouco depois estes enfrentaram-se e Afonso foi feito prisioneiro de Sancho, que assumiu também a coroa leonesa.

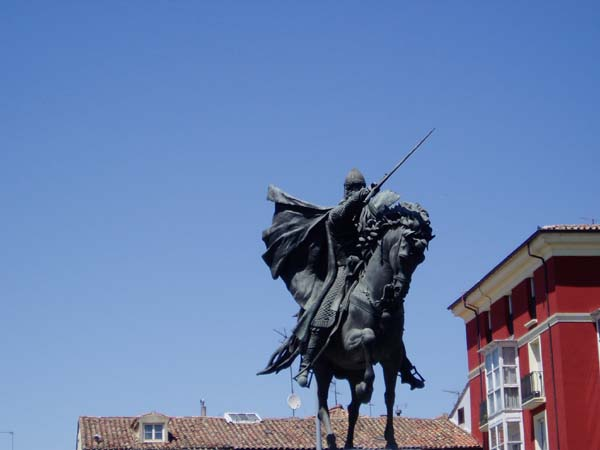
Estátua de El Cid na cidade Burgos

Depois de encarcerado em Burgos, fugiu para se refugiar no reino taifa de Toledo de Almamune. Mas ainda no mesmo ano Sancho II de Castela seria assassinado por um nobre de Zamora, sem deixar herdeiro, o que permitiu Afonso recuperar Castela e assumir a coroa de Leão, e Garcia recuperar a Galiza.
A suspeita de participação de Afonso na conspiração para matar Sancho ficou presente no imaginário da época, melhor representada na lenda das Juras de Santa Gadea e na canção de gesta Cantar de mío Cid. Contam estas que Rodrigo Díaz de Vivar obrigou Afonso a jurar a sua inocência no assassinato, na igreja de Santa Gadea em Burgos. Em represália a esta afronta, o futuro imperador desterraria El Cid dos seus reinos.
Em 1073, Garcia foi novamente deposto por Afonso e encarcerado no castelo de Luna, onde morreria em 1090. Afonso VI apoderava-se assim de toda a herança do pai.

## Reinado
Em 1076, depois da morte do monarca Sancho Garcés IV de Pamplona, anexou Álava, Biscaia, Guipúzcoa e La Bureba. E a partir de 1077 intitulou-se Imperator totius Hispaniæ (Imperador de toda a Hispânia), recuperado da tradição visigótica.
Mas os esforços de expansão territorial do rei estavam agora centrados na reconquista de terras aos mouros, combinando a pressão militar e a extorsão económica. Usando o sistema de parias (imposto de não-agressão pago pelos pequenos reinos muçulmanos aos mais poderosos reinos cristãos), conseguiu que a maior parte dos reinos de taifas de Alandalus se tornassem seus tributários.

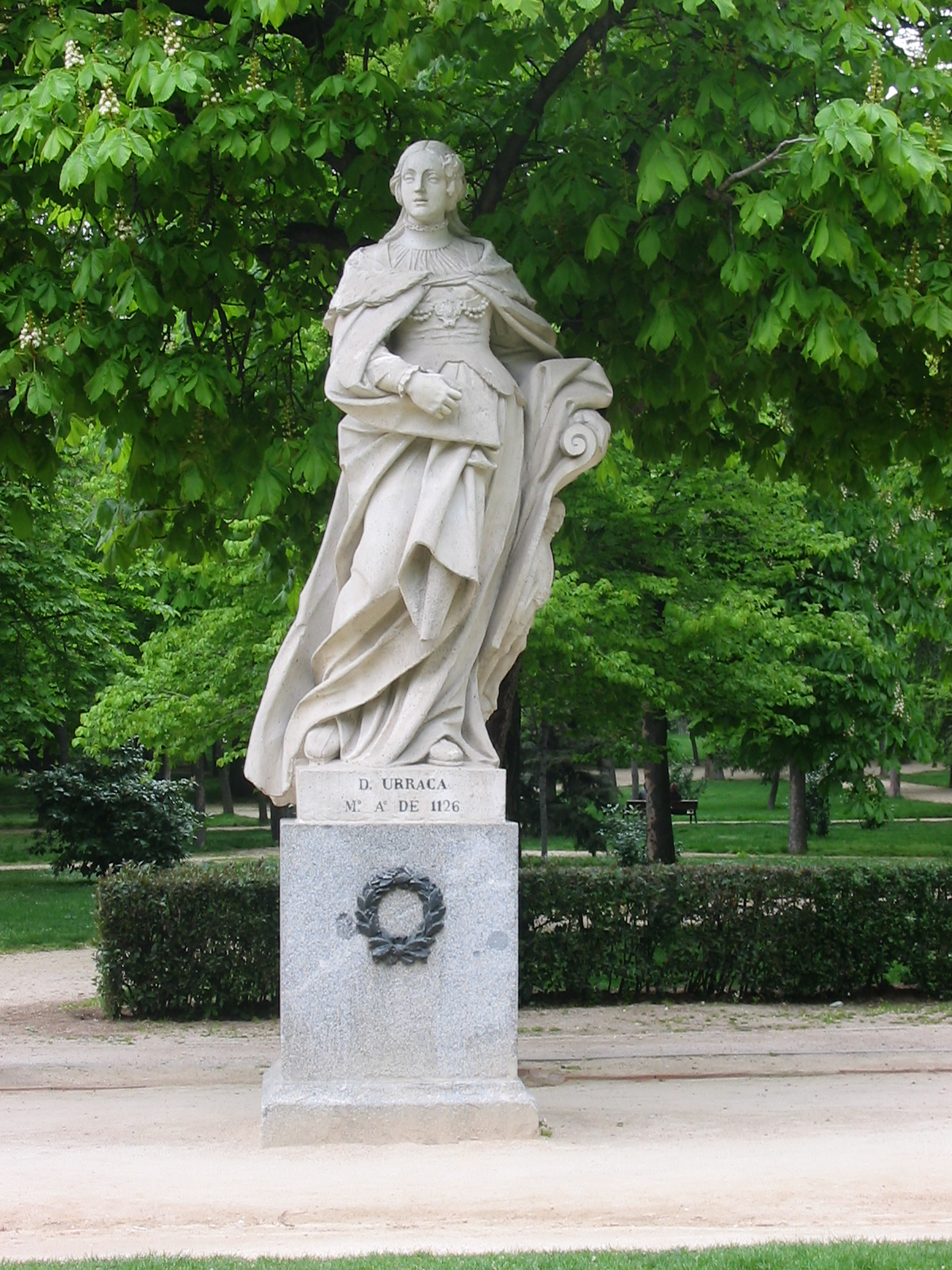
Estátua de D. Urraca de Leão e Castela no passeio das estátuas do Retiro de Madrid

Em 1085, aproveitando o pedido de ajuda do rei taifa de Toledo contra um usurpador, sitiou esta cidade e aceitou a sua rendição a 25 de Maio. Depois desta vitória, passou a intitular-se imperador das duas religiões. A ocupação do reino de Toledo significou a inclusão do território entre o Sistema montanhoso central da Península Ibérica e o rio Tejo no seu reino. Desta forma, pôde iniciar uma grande actividade militar contra as taifas de Córdoba, Sevilha, Badajoz e Granada.
Nestas circunstâncias, os reis das taifas decidiram pedir ajuda ao novo poder berber dos almorávidas. O emir Iúçufe ibne Taxufine atravessou o estreito de Gibraltar e venceu Alfonso VI na batalha de Zalaca, perto de Badajoz. Os mouros ainda cercaram Toledo, mas não lhes foi possível tomar a cidade. Nos últimos anos do seu reinado, Afonso tentou sem sucesso impedir a consolidação da dinastia almorávida no Alandalus. Ocuparam as taifas do sul da Espanha e a Taifa de Dénia e impuseram-lhe uma nova derrota na batalha de Uclés (1108), onde morreria Sancho Alfónsez, o seu único filho varão. A coroa passaria assim para as mãos da sua filha Urraca, enquanto que Teresa, herdaria o Condado Portucalense.
Quando morreu, em 1 de Julho de 1109 na cidade de Toledo, foi enterrado no Mosteiro beneditino de Sahagún, vila muito apreciada pelo monarca, à qual concedera certos privilégios pelo Foral de Sahagún, conseguindo mais tarde fundar a sua própria universidade.

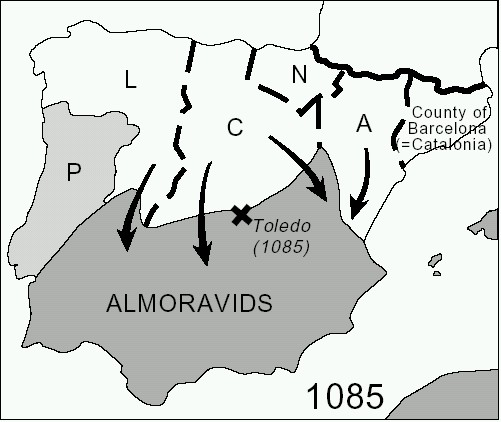
Mapa da reconquista, mostrando a Alandalus dos Almorávidas, os reinos de Portugal (P), Leão (L) Castela (C), Navarra (N), Aragão (A) e o condado de Barcelona

Afonso VI, o conquistador de Toledo e grande monarca europeizador, viu nos últimos anos do seu reinado como a grande obra política realizada podia ser arruinada frente ao impulso almorávida e às debilidades internas. Tinha assumido plenamente a ideia imperial leonesa e a sua abertura à influência europeia permitiu-lhe conhecer as práticas políticas feudais que, na França desse tempo, estavam no auge.
Na conjunção destes elementos, está segundo o historiador Claudio Sánchez-Albornoz a explicação da concessão iure hereditario - anómala na tradição histórica castelhano-leonesa - dos governos da Galiza e de Portugal aos seus dois genros borgonheses, Raimundo e Henrique. Dessa decisão resultaria alguns anos depois a independência de Portugal e a perspectiva de uma Galiza independente sob Afonso Raimundes, que não chegou a realizar-se devido a este ter sido coroado Afonso VII de Castela e Leão.

## Cultura, religião e lenda
Afonso VI foi uma figura emblemática da renomada convivência (de culturas e religiões) de Toledo. Assegurava protecção a muçulmanos, judeus e moçárabes, mas também não se inibia de os taxar ou oprimir se tal servisse um propósito político. Por outro lado era permeável a influências árabes. Cunhou moeda com inscrições em letras árabes e acolheu na sua corte e na sua cama a princesa muçulmana Zaida, refugiada de Sevilha.

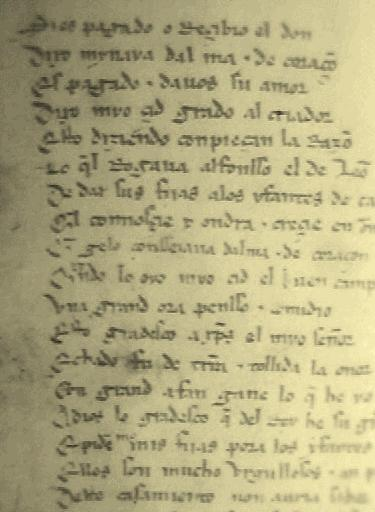
Página da canção de gesta Cantar de mío Cid

Na canção de gesta Cantar de mío Cid, ele tem o papel atribuído aos poetas medievais aos grandes reis, e ao próprio Carlos Magno. É alternadamente opressor e vítima de nobres heróicos e determinados — os tipos idealizados dos patronos para quem os trovadores compunham as suas obras. É o herói de uma canção de gesta que, como quase todas as deste período da Espanha, só sobreviveu nos fragmentos incorporados na crónica de Afonso o Sábio ou em forma de balada.
A sua fuga do mosteiro de Sahagún, onde o seu irmão o encarcerara, a sua amizade cavaleiresca para com o seu anfitrião Almamune de Toledo, cavaleiro ainda que mouro, a lealdade apaixonada do seu vassalo Pedro Ansúrez, e o seu amor fraternal pela irmã Urraca de Zamora, poderão ser criações do poeta que o fez herói do seu canto. O reverso da medalha fôra o canto que representava o rei submetido ao juramento degradante sob Rodrigo Díaz de Vivar para negar a sua intervenção na morte do irmão, e depois perseguido o homem corajoso que o desafiara.
Descontando o lirismo, Afonso VI fica com uma imagem de homem forte, um rei dedicado à lei e ordem, e o líder de uma nação na reconquista. Foi visto pelos mouros como um inimigo aguerrido e astuto, mas fiel à sua palavra. Uma história de origem muçulmana, com provavelmente tanta validade como a do juramento na igreja de Santa Águeda, conta como deixou "enganar" por Abenamar, o favorito de Almutâmide, o rei taifa de Sevilha. A jogar xadrez, fizeram uma aposta: se o rei ganhasse, ficaria com o belo tabuleiro e as ricas peças, que pertenciam a Abenamar. Mas se este vencesse, nomearia o seu prémio. Venceu e pediu que o rei cristão poupasse Sevilha. Afonso manteve a sua palavra.
Independentemente do que possa ser verdade nas histórias românticas de cristãos e muçulmanos, é sabido que Afonso representou, de uma forma marcante, essas duas grandes influências no carácter e na civilização da Espanha.
No plano cristão, fomentou a segurança do Caminho de Santiago, impulsionou a introdução da reforma cluniacense nos mosteiros de Leão e Castela. Conta-se que, por influência da sua segunda esposa, Constança de Borgonha, trouxe a Ordem de Cister para a Espanha, estabelecendo-a em Sahagún, e escolheu Bernard, um cistircense francês, como primeiro arcebispo de Toledo depois da reconquista desta em 25 de Maio de 1085. Casou as suas filhas, Urraca, Teresa e Elvira com nobres franceses, e fomentou a influência desta que era a maior força civilacional na Europa. Também com isto aproximou a Espanha do papado. Foi por sua decisão que foi estabelecido o ritual romano em lugar do anterior missal de Santo Isidoro, o rito moçárabe ou visigótico.

## Casamentos e descendência
Afonso negociou um noivado com Águeda da Normandia, filha de Guilherme I da Inglaterra, mas com o falecimento desta em 1080 - segundo algumas versões por desgosto com a perspectiva de casar com Afonso - o projecto foi frustrado.
Afonso VI terá casado cinco vezes e ficado noivo uma outra vez, para além de ter tido diversas ligações extra-matrimoniais:
O primeiro casamento foi com Inês da Aquitânia, com quem aparece pela primeira vez em 15 de Junho de 1074, filha de Guilherme VIII da Aquitânia e de Matilde de la Marche,  matrimónio do qual não houve descendência. Alguns autores dizem que o matrimónio foi anulado devido à infertilidade da esposa. Aparecem juntos pela última vez em 22 de Maio de 1077 e Inês morreu em 6 de Junho de 1078 segundo o Tumbo Negro de Santiago.
O segundo casamento foi com Constança da Borgonha, bisneta de Hugo Capeto e filha de Roberto I da Borgonha e de Hélia de Semur. Afonso e Constança aparecem juntos pela primeira vez em 8 de Maio de 1081.  Até à sua morte, entre Setembro e 25 de Outubro de 1093, ela  teve seis filhos, cinco das quais morreram na infância, e a única criança sobrevivente foi:
- Urraca de Leão e Castela (ca. 1081–Saldaña, 8 Março de 1126), futura rainha de Leão e de Castela. Contraiu um primeiro matrimónio entre Dezembro de 1092 e Janeiro de 1093 com Raimundo de Borgonha e depois em Setembro de 1109 com Afonso I de Aragão.[17]

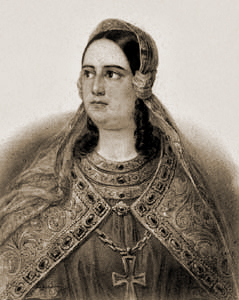
D. Teresa de Leão, condessa de Portugal

O terceiro casamento se realizou em 25 de Novembro de 1093 com Berta, de filiação desconhecida,[b] que aparece pela última vez com o rei em 17 de Novembro de 1099 e morreu antes do 15 de Janeiro de 1100 quando o rei aparece só fazendo uma doação à Catedral de Compostela. Não houve descendência deste casamento.
Não está claro a partir das fontes, se o rei casou ou não com Zaida que alguns historiadores defendem que seria uma nobre cristã, outros que seria a moura Zaida, filha de Ismail ibn-Abbad de Sevilha e viúva de um dos filhos de Almutâmide da taifa de Sevilha, baptizada Isabel. Na crônica De rebus Hispaniae, o arcebispo de Toledo Rodrigo Jiménez de Rada, está entre as esposas de Afonso VI. Contudo, a Chronica Naierensis e o Chronicon Mundi indicam que Zaida foi a concubina e não a esposa de Afonso VI. Não se sabe se o rei e Zaida começaram seu relacionamento antes ou depois da morte da rainha Constança. De acordo com o historiador Gonzalo Martínez Díez, casou-se depois de 1100, sendo legitimado o seu filho, que se tornou o príncipe herdeiro do reino cristão.[c] Morreu a 12 de Setembro de 1197. Desta relação nasceram três filhos:
- Sancho Alfónsez (ca. 1093–1108), putativo herdeiro, morto na batalha de Uclés
- Elvira de Leão, casada com Rogério II da Sicília
- Sancha Afonses (1101–ca. 1125) casada com Rodrigo Gonçalves de Lara, conde de Liébana

O seu quarto o quinto e último casamento será antes de 28 de Maio de 1108, quando ambos aparecem juntos, com Beatriz de Poitier, possivelmente da Casa de Este ou da Aquitânia (talvez meia-irmã da primeira esposa dele, Inês), em 1108. Durante o ano de casados até à morte do monarca, não tiveram descendência.
De uma ligação com Ximena Moniz (c. 1060-1128), filha de Munio Moniz de Bierzo e de Muniadona Moniz de Bierzo, Afonso VI teve duas filhas:
- Elvira Afonso (ca. 1079-depois de 1151), casada com o conde cruzado Raimundo IV de Toulouse e que, depois de enviuvar, casou depois de 1112 com o conde Fernando Fernandes de Carrión. Deste último casamento teve três filhos, entre eles, a Teresa Fernandes, que foi senhora de Villalobos e casou com o conde Ossorio Martínez.[25][17]
- Teresa de Leão (c. 1080-1 de Novembro de 1130), condessa de Portugal casada com Henrique de Borgonha, Conde de Portugal e mãe de D. Afonso Henriques. Possivelmente casou depois de 1113 com o conde Fernão Peres de Trava com quem teve descendência.[17]